# Cimaï
Cimaï è un sito d'arrampicata francese, situato vicino al paese di Évenos, una quindicina di chilometri a nord ovest di Tolone.
La roccia è di calcare e ci sono circa 250 vie soprattutto verticali e strapiombanti.
Nel 2011 a causa di cadute di pietre la falesia è stata chiusa per due mesi e poi riaperta dopo essere stata messa in sicurezza.

## Storia
Cimaï è un luogo storico per l'arrampicata. Negli anni '80 e '90 questa falesia, come anche Buoux, è stata al centro dell'evoluzione dell'arrampicata mondiale. È stata frequentata dai migliori arrampicatori di quel periodo come Patrick Edlinger, Didier Raboutou, Jean-Baptiste Tribout, Antoine Le Menestrel, Stefan Glowacz, Isabelle Patissier e Lynn Hill.
Principali traguardi:
- nel 1987 Antoine Le Menestrel ha salito per la prima volta un 8a a vista con la via Samizdat
- nel 1988 Isabelle Patissier ha salito il primo 8b femminile con la via Sortilèges, via liberata da Didier Raboutou due anni prima
- nel 1991 Lynn Hill ha salito il primo 8b+ femminile con la via Masse Critique, via liberata di Jean-Baptiste Tribout due anni prima[3]

## Le vie
Le vie più difficili:
- 8c+/5.14c:
  - Bouquet final - gennaio 2011 - Gérome Pouvreau[4]
- 8b+/5.14a:
  - Masse Critique - 1989 - Jean-Baptiste Tribout
  - Coup de bambou - 1987 - Didier Raboutou
- 8b/5.13d:
  - Les sucettes à l'anis - 1988 - Patrick Edlinger
  - Sortilèges - 1986 - Didier Raboutou
  - Treblinka
- 8a/5.13b:
  - Orange Mécanique
  - En un combat douteux
  - Samizdat